# Liste der Naturdenkmale in Felsberg (Hessen)
Die Liste der Naturdenkmale in Felsberg (Hessen) nennt die im Gebiet der Stadt Felsberg im Schwalm-Eder-Kreis in Hessen gelegenen Naturdenkmale.
| Bild                          | Bezeichnung                       | Ortsteil, Lage                                 | Beschreibung                                         | Art   | Nr.     |
| ----------------------------- | --------------------------------- | ---------------------------------------------- | ---------------------------------------------------- | ----- | ------- |
| Fotos hochladen               | 1 Eiche                           | Gensungen 51° 7′ 15,3″ N, 9° 26′ 31,6″ O       | Im Sunderbachtal                                     | Eiche | 634.051 |
| Fotos hochladen               | 1 Eiche                           | Gensungen 51° 7′ 52″ N, 9° 27′ 14,1″ O         | 100 m über Hochbehälter an der Heiligenberger Straße | Eiche | 634.052 |
| mehr Fotos \| Fotos hochladen | 1 Eiche                           | Gensungen 51° 8′ 47″ N, 9° 26′ 4,7″ O          | Am Schoßbach zwischen Bahn und Eder                  | Eiche | 634.053 |
| Fotos hochladen               | 1 Eiche                           | Gensungen 51° 8′ 28,9″ N, 9° 27′ 42,8″ O       | nördlich der Heßlarer Straße                         | Eiche | 634.054 |
| mehr Fotos \| Fotos hochladen | Dorflinde (3-stufig)              | Hilgershausen 51° 6′ 10,2″ N, 9° 28′ 23,6″ O   |                                                      | Linde | 634.057 |
| Fotos hochladen               | 1 Linde                           | Neuenbrunslar 51° 10′ 10,4″ N, 9° 26′ 21,5″ O  | vor der alten Schule                                 | Linde | 634.059 |
| Fotos hochladen               | Wiesenmoor                        | Niedervorschütz 51° 9′ 11,6″ N, 9° 22′ 52,5″ O | Fläche 36,06 a. 150 m nördlich Niedervorschütz.      |       | 634.060 |
| Fotos hochladen               | 1 Menhir (Dicker Stein)           | Wolfershausen 51° 11′ 33,2″ N, 9° 26′ 39,2″ O  | 1 km nördlich der Ederbrücke                         |       | 634.061 |
| Fotos hochladen               | Basaltsteinbruch mit Feuchtgebiet | Altenbrunslar 51° 9′ 26,8″ N, 9° 26′ 42,4″ O   | Flächenhaftes ND                                     |       | 634.062 |
| Fotos hochladen               | 1 Linde                           | Felsberg 51° 7′ 52,3″ N, 9° 25′ 55,5″ O        |                                                      | Linde | 634.063 |

## Belege
1. ↑  Anlage: Tabelle 3 - Naturdenkmale im Schwalm-Eder-Kreis. (PDF; 7,45 MB) der 2. Verordnung zur Änderung der Verordnung zum Schutze der Naturdenkmale im Schwalm-Eder-Kreis vom 28. 04. 1986, zuletzt geändert durch Verordnung vom 8. Mai 2007. Der Kreisausschuss des Schwalm-Eder-Kreises, 17. Dezember 2008, S. 30, abgerufen am 7. Februar 2017.

- Karte mit allen Koordinaten:
- OSM |
- WikiMap